# Schloss Rudenz
Das Schloss Rudenz steht in der Urner Gemeinde Flüelen und stammt aus dem frühen 13. Jahrhundert. Das Gebäude war ursprünglich als befestigter Wehrturm zur Kontrolle der Gotthardstrasse und Reichszollstätte errichtet worden. Der Reichszoll lag um 1300 im Besitz der Herren von Attinghausen.

## Geschichte
Der Turm wird 1369 erstmals erwähnt. Der erste bekannte Besitzer war Freiherr Johann von Attinghausen. Nach dessen Tod um 1359 kam die Burg um 1360 durch Heirat an die aus dem Haslital stammenden Ritter von Rudenz. 1382 starb mit Johann von Rudenz der letzte Vertreter der von Rudenz.

## Bau
Der Turm aus dem 13. Jahrhundert wurde mehrere Male umgebaut. Das heutige Erscheinungsbild stammt vorwiegend aus dem 17. Jahrhundert. Der Schlosshof wurde stark verkleinert, die Gräben aufgefüllt und die Ringmauer mit Ecktürmen wurden bis auf geringe Reste abgerissen. Der Rudenzpark ist öffentlich zugänglich; auf dem Schlossareal wurde ein Kinderspielplatz eingerichtet. Das Schloss ist heute im Besitz der Einwohnergemeinde Flüelen.